# Macrocentrus latisulcatus
Macrocentrus latisulcatus är en stekelart som beskrevs av Cameron 1911. Macrocentrus latisulcatus ingår i släktet Macrocentrus och familjen bracksteklar. Inga underarter finns listade i Catalogue of Life.